# پسر هیچ‌کجا
پسر هیچ‌کجا (به انگلیسی: Nowhere Boy) یک فیلم درام و زندگی‌نامه‌ای بریتانیایی محصول سال ۲۰۰۹ ساخته سم تیلور-جانسون در اولین کارگردانی خود کارگردانی شد. این فیلم توسط مت گرین‌هالگ نوشته شده و بر اساس زندگی‌نامه جولیا بیرد از برادر ناتنی‌اش، موسیقی‌دان جان لنون است. «این فیلم» دربارهٔ سال‌های نوجوانی لنون (آرون تیلور-جانسون)، روابط او با عمه‌اش میمی اسمیت (کریستین اسکات توماس) و مادرش جولیا لنون (آن-ماری داف) است.
پس از اولین نمایش خود در جشنواره فیلم لندن در ۲۹ اکتبر ۲۰۰۹، این فیلم در ۲۶ دسامبر ۲۰۰۹ در سینماهای بریتانیا اکران شد. تقریباً یک سال بعد، در اکتبر ۲۰۱۰، این فیلم همزمان با هفتادمین سالگرد تولد لنون، در ایالات متحده اکران شد. فیلم نقدهای مثبتی از منتقدان دریافت کرد و در گیشه موفق شد و با بودجه ۱٫۲ میلیون پوندی ۴٫۳ میلیون پوند به دست آورد.

## داستان
این درام داستان سال‌های نوجوانی جان لنون را از سال ۱۹۵۵ تا ۱۹۶۰ روایت می‌کند. جان در پنج سالگی از مادرش جولیا لنون جدا شد. عمه و عمویش، میمی و جورج اسمیت، او را مانند یک پسر بزرگ کردند. جان به عمویش جورج نزدیک است که وقتی جان ۱۴ ساله است ناگهان می‌میرد. جان در مورد مادرش کنجکاو می‌شود که از آن زمان دارای سه دختر است که یکی از آن‌ها به فرزندخواندگی سپرده شده است. او در حین دیدار با جولیا از بلکپول، شیفته موسیقی راک اند رول می‌شود. وقتی جان از مدرسه تعلیق می‌شود، جولیا به او اجازه می‌دهد در طول روز در خانه‌اش بماند تا میمی از این موضوع مطلع نشود. جولیا به جان یاد می‌دهد که چگونه بانجو بزند. و …

## بازخوردها
این فیلم اکثراً نقدهای مثبتی از منتقدان دریافت کرده است. بر اساس ۱۳۵ بررسی، دارای ۸۰٪ رتبه "تازه تایید شده" در سایت جمع‌آوری بررسی راتن تومیتوز است. اجماع انتقادی سایت در مورد فیلم این است: "انتظار هیچ گونه بینش موسیقایی نداشته باشید، اما این نگاه به زندگی اولیه جان لنون از رویکرد محدود و کم‌کلید آن و برخی بازی‌های خوب از آرون جانسون سود می‌برد.
پسر هیچ‌کجا نامزد چهار جایزه اسکار بریتانیا شد: فیلم برجسته بریتانیا، بهترین بازیگر نقش مکمل زن (هر کدام برای آن ماری داف و کریستین اسکات توماس)، و اولین بازی برجسته توسط کارگردان بریتانیایی (سم تیلور-جانسون). این فیلم همچنین برنده جایزه انتخاب تماشاگران برای بهترین فیلم در جشنواره فیلم سن دیگو در سال ۲۰۱۰ شد.